# Maurice Le Scouëzec
 (septembre 2020. Fréquentes envolées lyriques à neutraliser.).
Maurice Le Scouëzec, né au Mans le 1er octobre 1881 et mort à Douarnenez le 1er mai 1940, est un peintre et graveur français de l'École de Paris.

## Biographie
Né au Mans d'un père breton, inspecteur des chemins de fer de l'Ouest, Maurice Le Scouëzec fréquente au début du XXe siècle l’univers des peintres de Montparnasse. Il côtoie Pablo Picasso, Amedeo Modigliani. Embarqué sur des voiliers, il effectue de nombreux voyages autour du monde avant de rentrer en France et de mourir à Douarnenez. Maurice Le Scouëzec fut pilotin sur les grands voiliers, soldat, globe-trotter, aventurier et artiste peintre.
Il passait pour anarchiste, mauvais soldat, contradicteur forcené ou matelot blackballeur (forte tête). Le peintre a acquis les premiers rudiments de son métier en 1900, à bord d'un voilier en route pour les mines de nickel de Nouvelle-Calédonie.

## Son œuvre

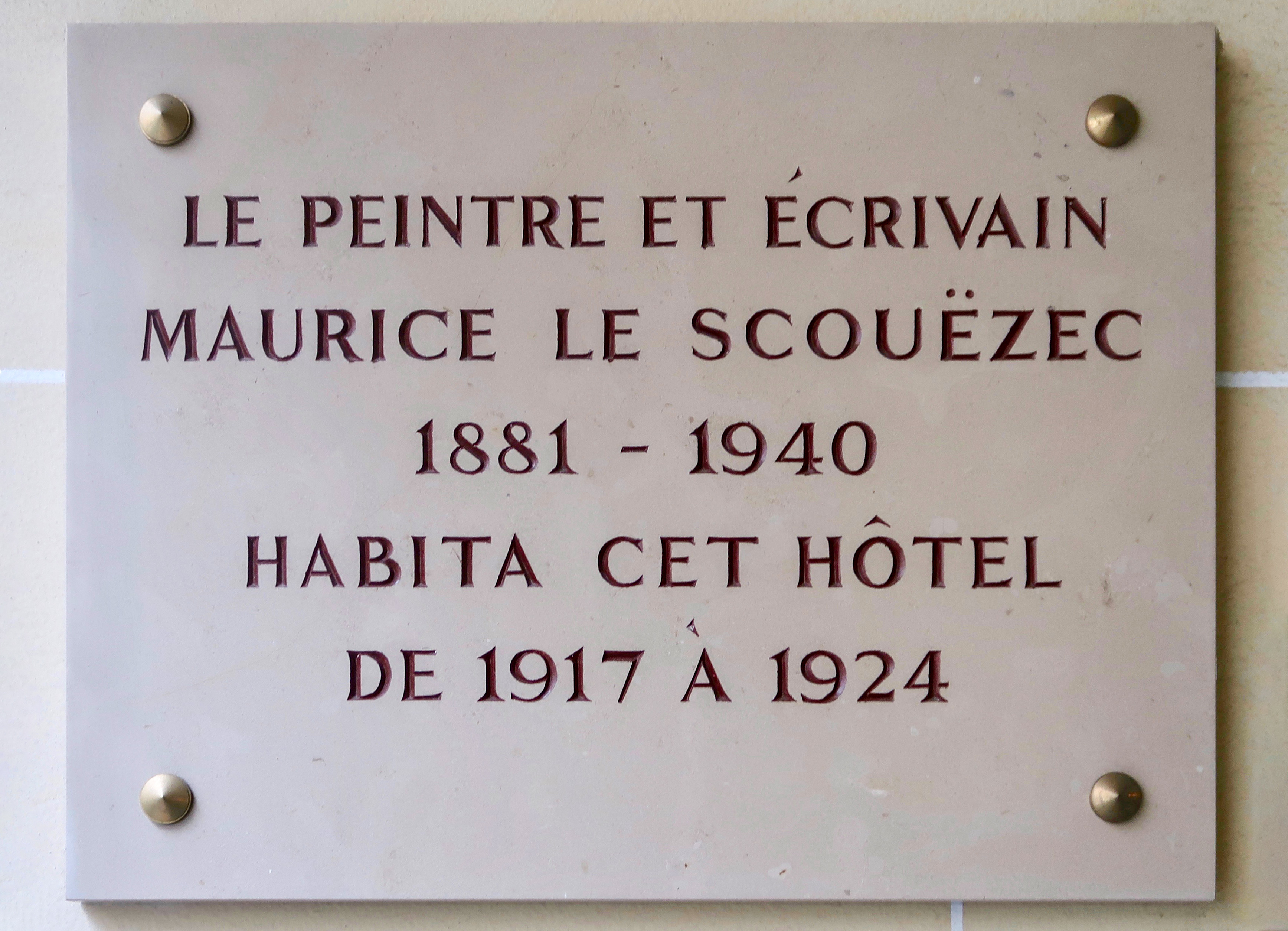
Plaque au 35, rue Delambre à Paris sur la façade de l'hôtel Delambre, où Maurice Le Scouëzec vécut entre 1917 et 1924.

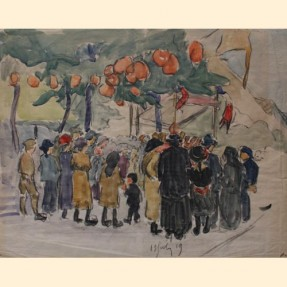
13 juillet, aquarelle.

Son œuvre compte 3 717 numéros recensés en 2010,. Ayant séjourné au Soudan et à Madagascar, il réalise un grand nombre de tableaux dépeignant la vie des villages africains. Il expose ses toiles au Salon d'automne. Il peint la Bretagne dans ses paysages tourmentés et ses portraits réalistes et âpres.
Peintre voyageur, amateur de lointains, il est aussi chroniqueur des parages du boulevard du Montparnasse. À Paris, au Cap Sizun ou à Madagascar, il cherche à fixer, dans leur fugacité, des instants dérobés, savanes africaines torrides, visages ravagés des filles de Montparnasse, corps suppliciés sur la croix ou au fond des tranchées. Il étend son inspiration aux îles du Pacifique et de l'Océan Indien. C'était l'époque des grands voiliers, soumis aux vents. Les escales étaient parfois riches de parfums (Zanzibar, Mohéli) ou de couleurs (Madagascar).
Mathyeu Le Bal dit de lui :

« L'œuvre de Maurice Le Scouëzec est marquée par une constante recherche de la vérité. Il prenait toujours un peu de recul sur son sujet pour en retranscrire sa vision du réel. On le voit bien à travers son choix des couleurs, la force et l'économie de son trait. Sa vie suit également ce cheminement. Malgré un début de carrière militaire, c'est un insoumis, condamné pour désertion. Dans son métier de peintre aussi il déserte. Tournant le dos au monde de l'art, alors qu'il expose dans les mêmes galeries que Lautrec, Picasso, est l'ami de Modigliani et tant d'autres. Il fuit les marchands de tableaux et part pour de longs séjours en Afrique. Son œuvre passera d'ailleurs un peu inaperçue jusqu'au milieu de la décennie 1980, lorsque son fils exhuma de la maison familiale un grand nombre de ses tableaux. Après une hémorragie cérébrale à Landivisiau en 1935, arrive la dernière phase de sa vie qu'il passera à Douarnenez, 1, rue du Centre. Sa peinture change, devient plus sensible, mais reprend toujours les mêmes obsessions. Sa manière de reconstruire des bâtiments, comme des blocs sans fenêtres, ses paysages minimalistes, ses corps tout en postures, où les couleurs remplacent les ombres. »

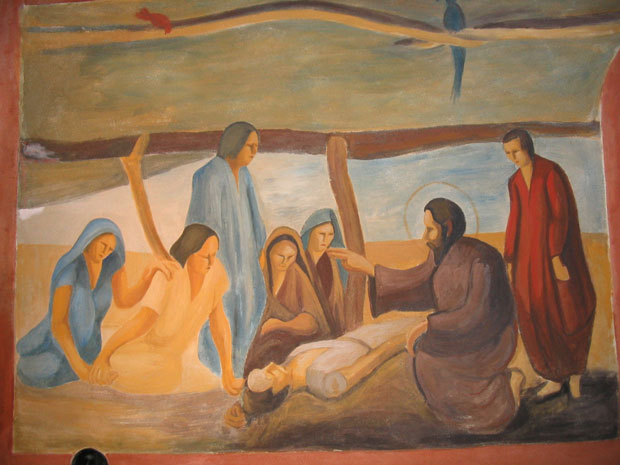
Saint Roch guérit les pestiférés (1932), Pont-d'Ouilly, chapelle Saint-Roch.

À Saint-Marc-d'Ouilly, en 1932, dans la chapelle Saint-Roch rénovée, il peint une fresque de 70 m2. Il raconte la vie du saint en huit tableaux :
- La Naissance de Saint Roch ;
- Saint Roch refuse le sein le vendredi ;
- Saint Roch distribue ses jouets ;
- Saint Roch part en pèlerinage pour Rome ;
- Réception de Saint Roch à Acquapendente ;
- Saint Roch malade en forêt ;
- Saint Roch guérit les pestiférés ;
- Saint Roch en prison.

Une neuvième fresque se trouve derrière l'autel :
- Saint Roch et les Anges[8].

À Douarnenez, vers la fin de sa vie, le peintre s'empare du thème celtique, notamment celui des îles d'Occident (son attrait pour Sein et Ouessant par exemple).

## Collections publiques
- Douarnenez, salle des fêtes, achevée en 1938, classée monument historique en 1997[10] :
  - Le village de Pouldavid, fresque ;
  - La plage du Ris, fresque.

Œuvres de Maurice Le Scouëzec
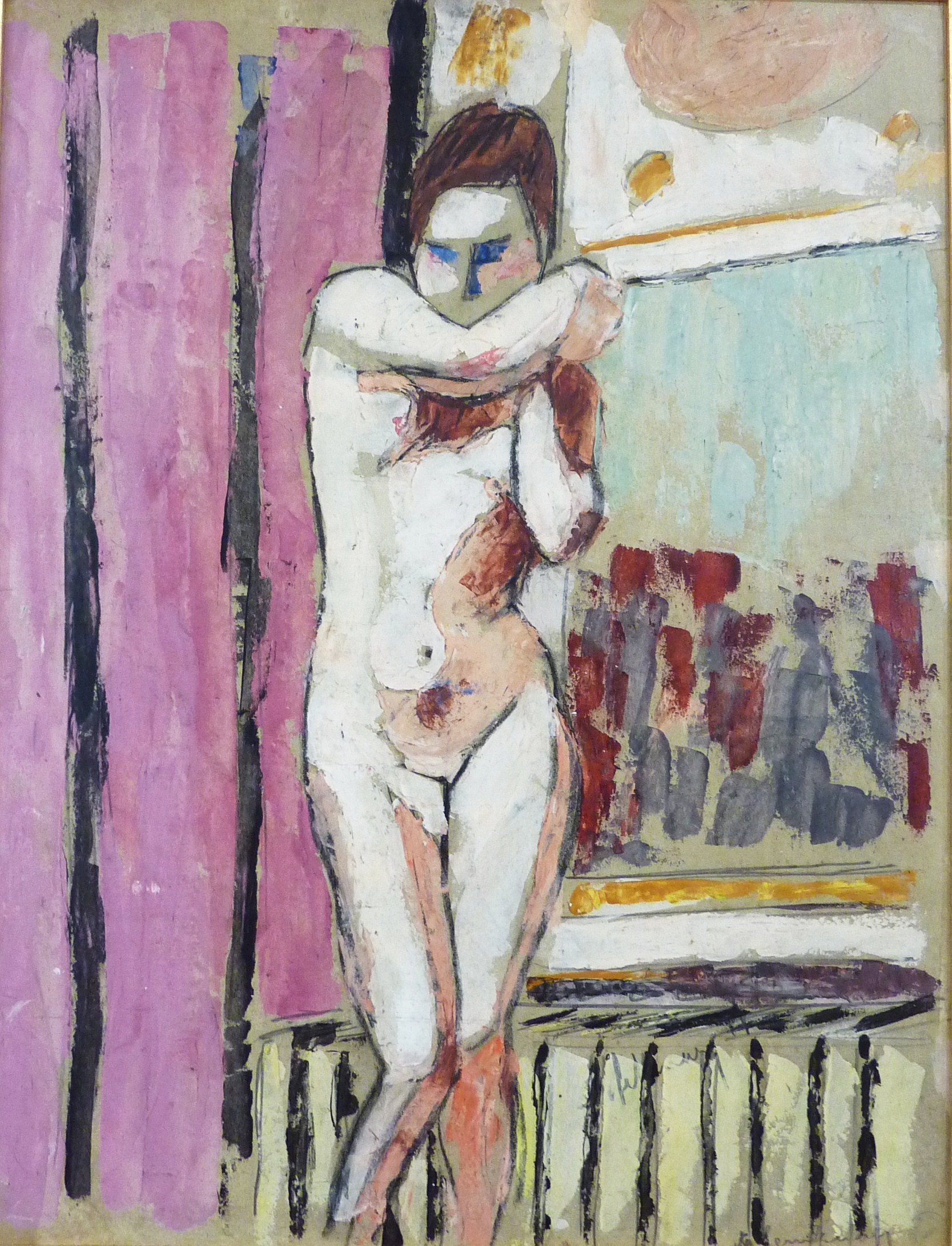
Portrait de femme nue[1].
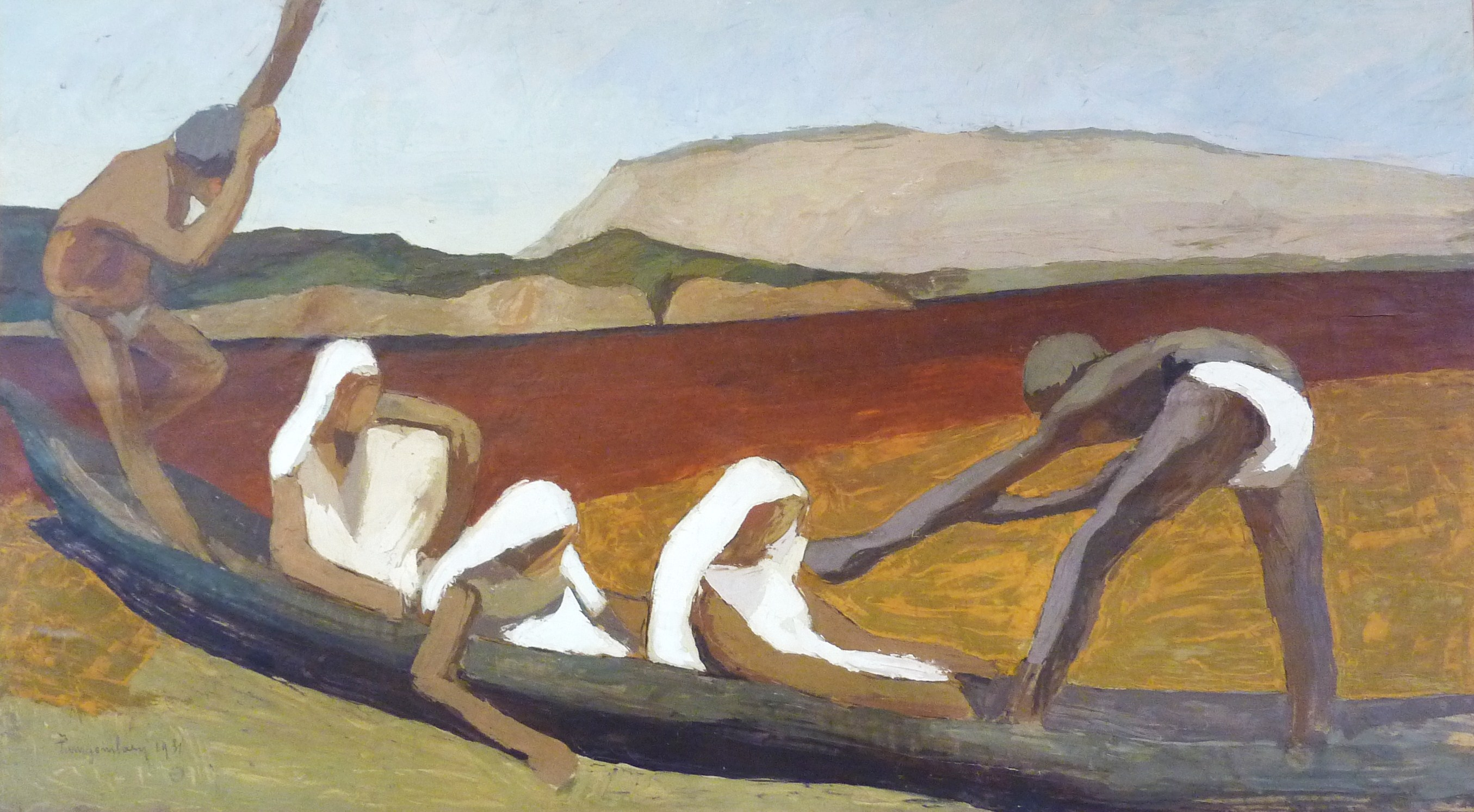
Pirogue avec des femmes (1931, Tamgobary, Madagascar), huile sur papier, 114 × 200 cm[11].
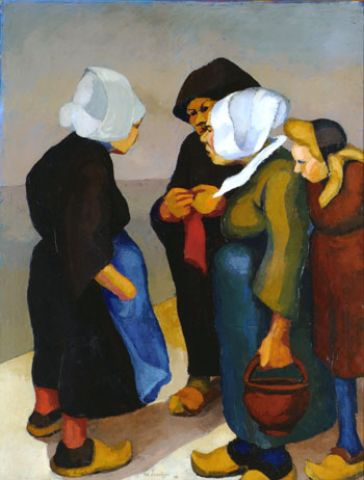
Femmes du Cap Sizun en conversation (1922), huile sur papier marouflé sur toile, 118 × 89 cm.
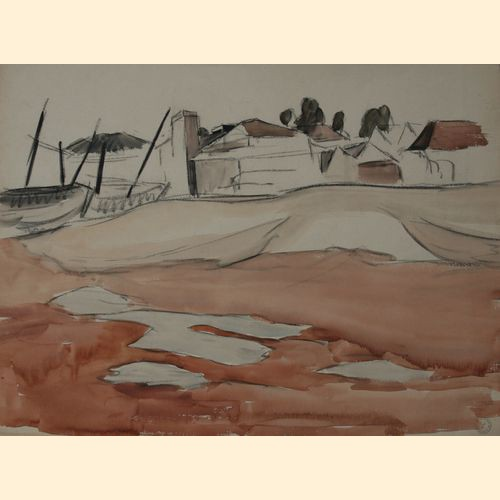
Port rouge à Madagascar[1].
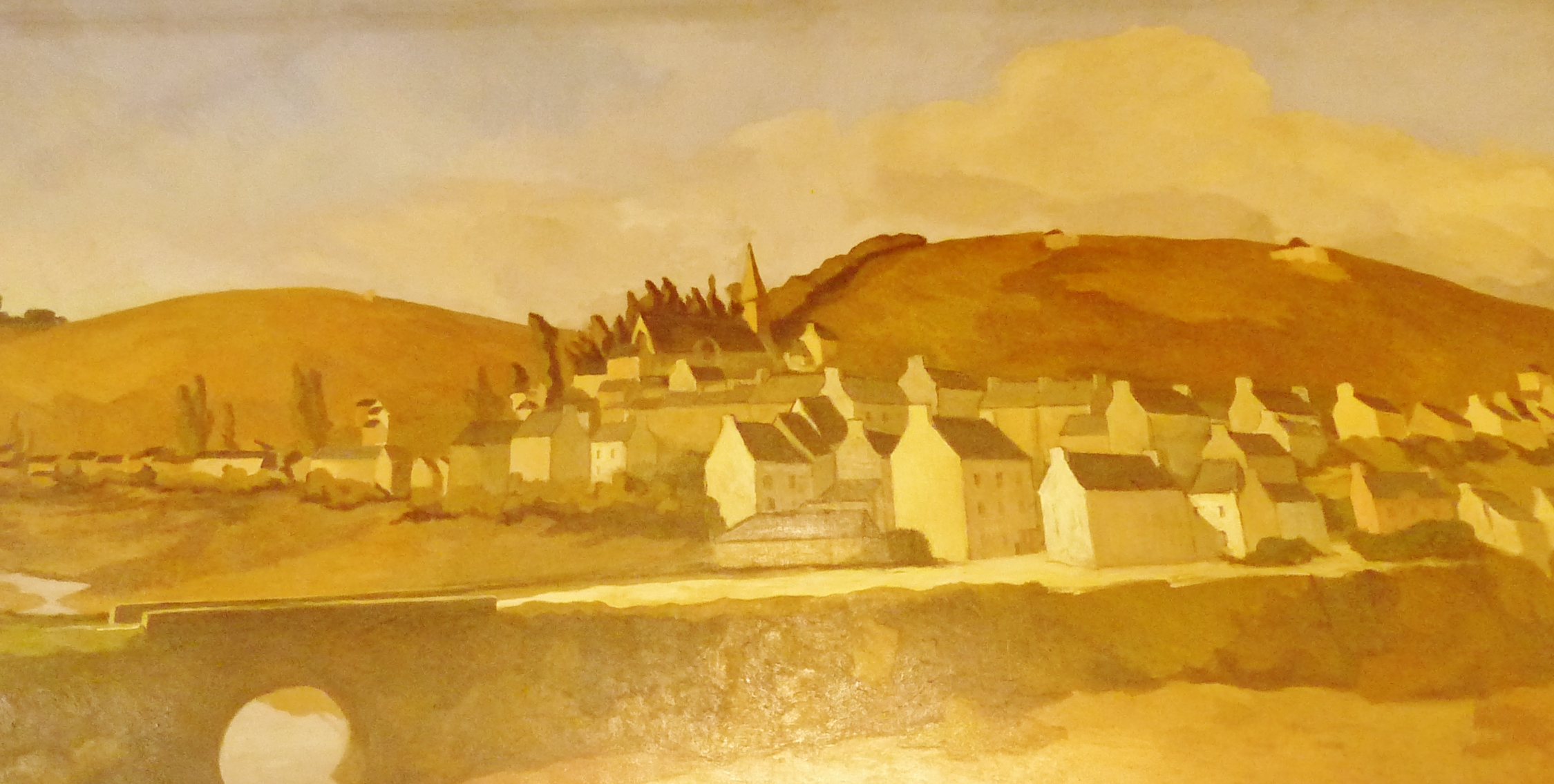
Le Village de Pouldavid (halles de Douarnenez)[1].
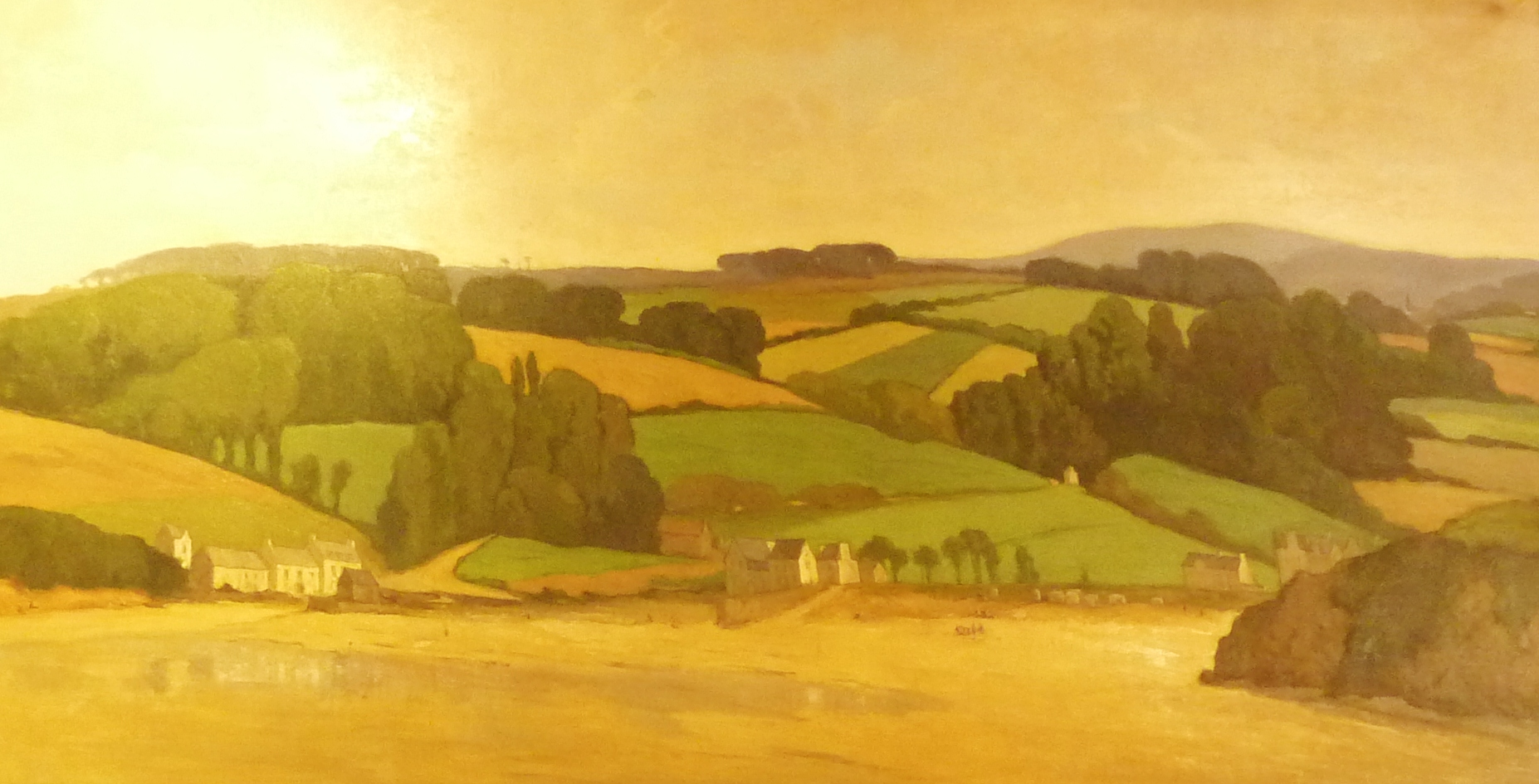
La Plage du Ris (halles de Douarnenez)[1].
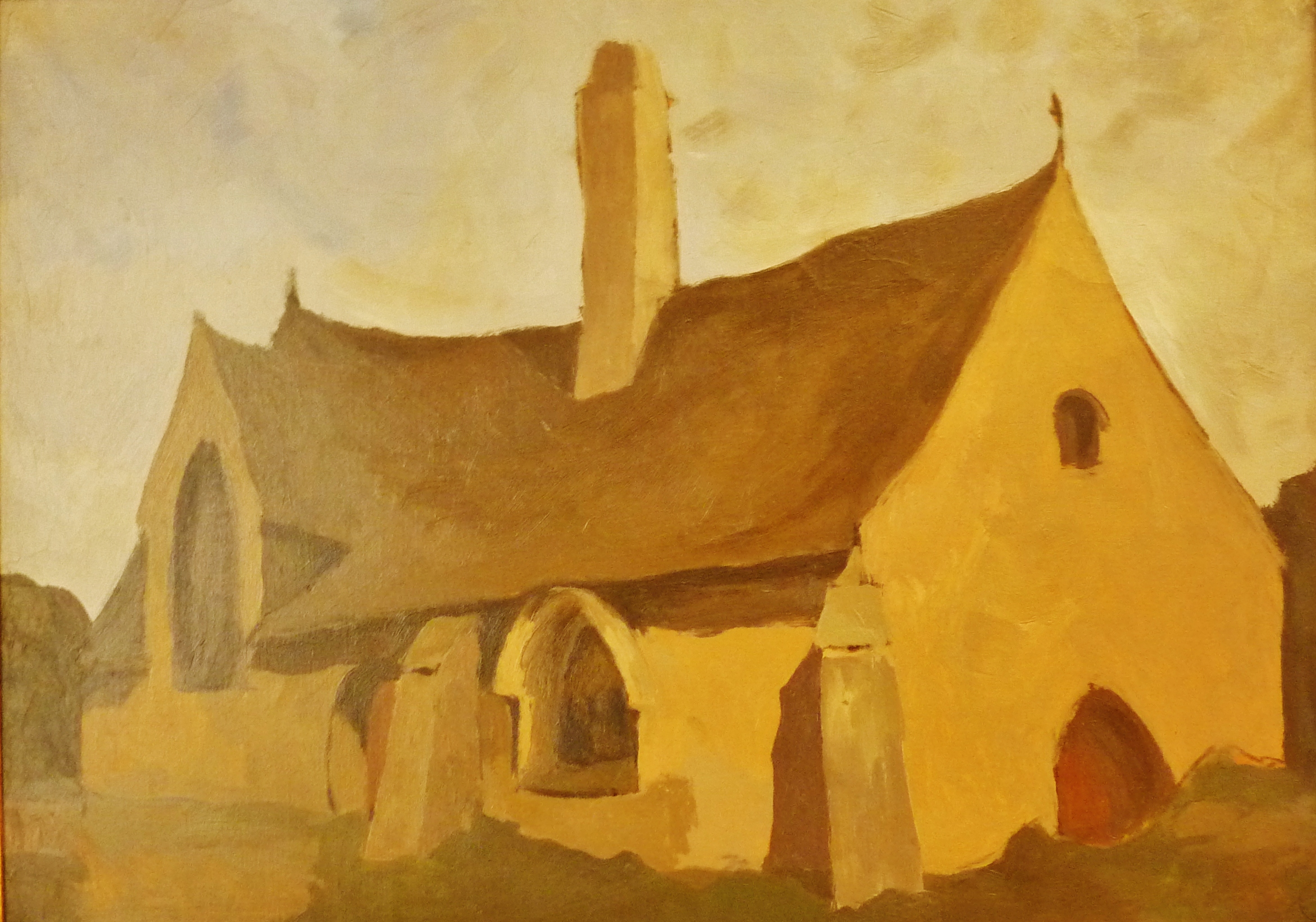
Chapelle Notre-Dame-de-Bonne-Nouvelle (Douarnenez) (après juillet 1934)[1].

## Œuvres non localisées
- La Visite des filles à hôpital Broca, huile sur toile[12]. Cette œuvre fut mal accueillie au Salon d'automne de 1920[13].

## Œuvres non répertoriées

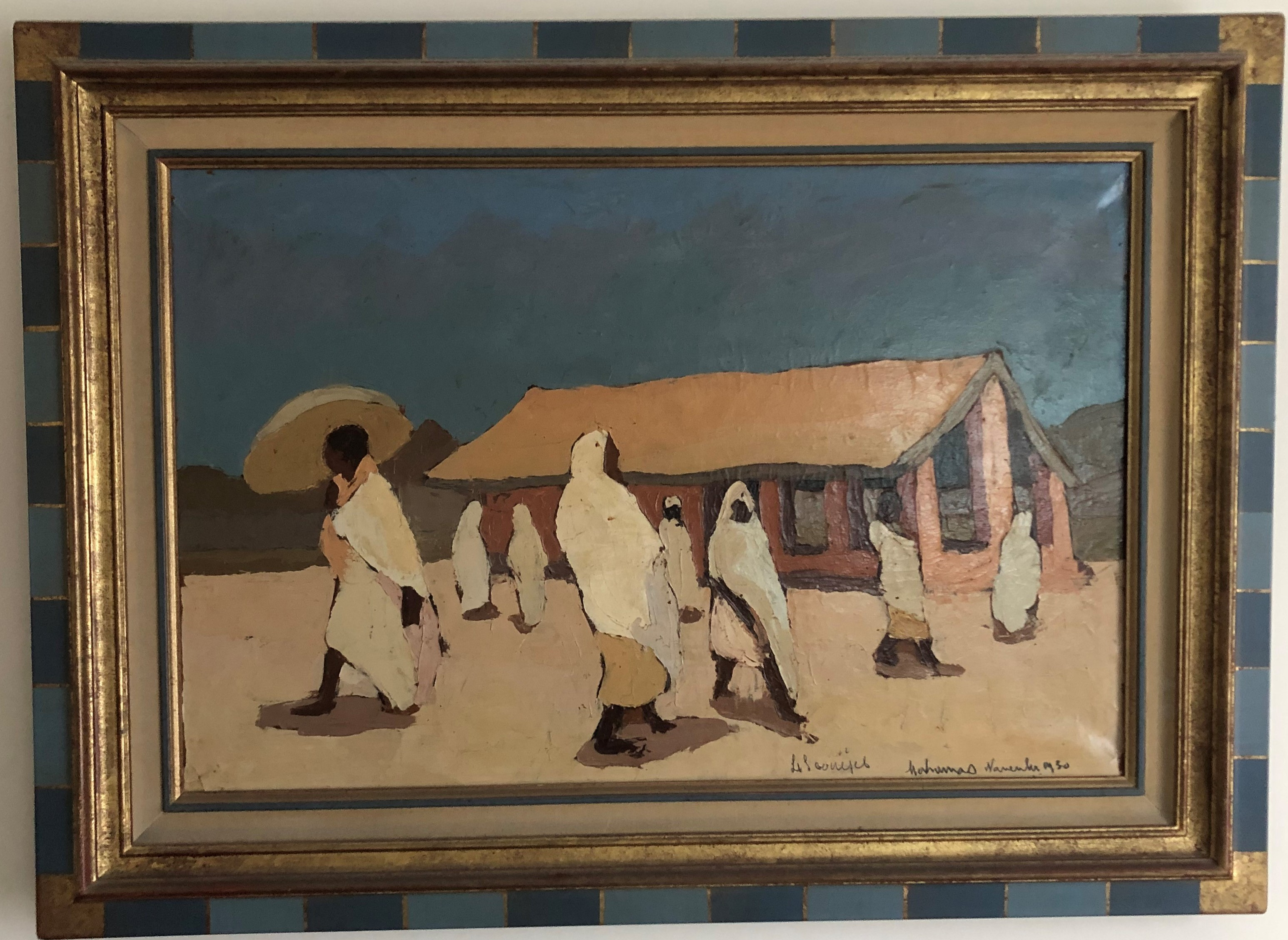
Mahamas, huile sur toile, 1930.

Mahamas, huile sur toile, de 54 × 83 cm titrée, datée et signée (Mahamas November 1930). Cette œuvre, probablement la première réalisée à Madagascar, a été offerte par l'artiste à son ami André Lazarus, tailleur à Tananarive, qui l'avait hébergé lui et sa famille pendant son séjour dans la capitale (« son ami André », dont le nom de famille écrit par l'artiste figure au dos de la toile, est cité dans son livre Le voyage de Madagascar). Cette œuvre très caractéristique de la peinture de Le Scouëzec qui représente des femmes déambulant sur fond du marché couvert de Mahamasina à Tananarive est toujours la propriété de cette famille.[réf. nécessaire]

## Publications
- Le Horn, Brasparts : Beltan, 1987.
- Le Voyage de Madagascar, Brasparts : Beltan, 1988  (ISBN 2-905939-13-3).  — Maurice Le Scouëzec se voit décerner, en 1930, le grand prix de Madagascar de la Société des artistes français. Il l'accepte, non sans embarras, et se voit offrir un voyage à Madagascar où il sera reçu par l'administration coloniale. Le Voyage à Madagascar relate et illustre le lent voyage en vapeur de Marseille à Tamatave. Le Scouëzec y exprime très directement son rejet de la société. Avant même l'appareillage, il s'en prend à la population bigarrée de Marseille, mais c'est aux passagers privilégiés de la première classe, le gros ponte colonial, l'évêque, l'épicier, le notaire, qu'il réserve les traits les plus violents.
- Sur les grands voiliers, Brasparts : Beltan, 1992.
- L'Afrique (L'œuvre écrite du peintre Le Scouëzec, vol. 3), Brasparts : Beltan, 1993.
- L'Insoumis, Brasparts, Beltan, sd.  — Compilation de textes consacrés par l’artiste à sa vie de marin entre 1896 et 1901.